# Le Prométhée mal enchaîné
Pour les articles homonymes, voir Prométhée (homonymie).
Le Prométhée mal enchaîné est une sotie d'André Gide parue en 1899.

## Résumé

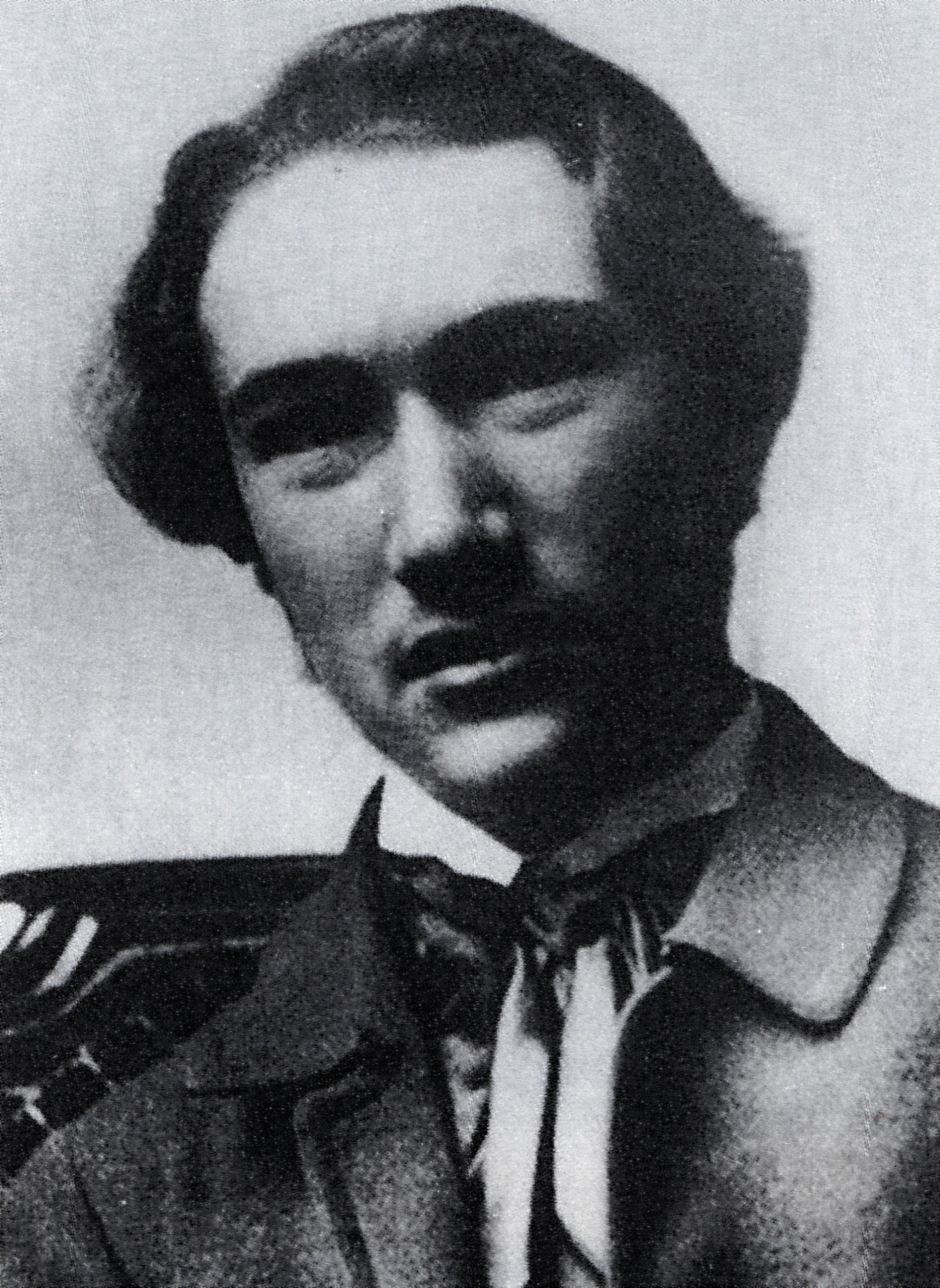
André Gide à l'âge de 21 ans, neuf ans avant la publication du Prométhée mal enchaîné.

Zeus laisse tomber un mouchoir que ramasse Prométhée, à qui il fait écrire un nom au hasard sur une enveloppe contenant cinq cents francs avant de lui administrer une violente gifle. Ainsi est réalisé un acte gratuit comportant à la fois une récompense et un châtiment attribués de façon aléatoire à deux personnes différentes.

## Personnages
- Prométhée
- Zeus / le Miglionnaire
- Damoclès
- Coclès
- Le garçon de café
- Tityre
- Mœlibès
- Angèle